# NGC 2713
NGC 2713 este o galaxie LINER situată în constelația Hidra. A fost descoperită în 3 martie 1864 de către Albert Marth. Se află la o distanță de 68,55 de megaparseci de Pământ.